# Claudia Höbartner
Claudia Höbartner (* 1977 in Krems an der Donau) ist eine österreichische Chemikerin. Sie lehrt derzeit als Professorin an der Julius-Maximilians-Universität Würzburg.

## Leben und Wirken
Claudia Höbartner studierte an der Technischen Universität Wien Technische Chemie. Ihre Diplomarbeit fertigte sie an der ETH Zürich an, danach absolvierte sie das Doktoratsstudium an der Leopold-Franzens-Universität Innsbruck. 2005 wechselte sie als Postdoc an die University of Illinois at Urbana-Champaign und erhielt dazu ein Erwin-Schrödinger-Stipendium des Österreichischen Wissenschaftsfonds. 2008 übernahm sie die Leitung einer Forschungsgruppe am Max-Planck-Institut für Biophysikalische Chemie in Göttingen. An der Georg-August-Universität Göttingen war sie seit 2014 als Chemieprofessorin tätig. 2017 folgte sie als Nachfolgerin von Gerhard Bringmann einem Ruf auf den Lehrstuhl für Organische Chemie I am Institut für Organische Chemie der Julius-Maximilians-Universität Würzburg.

## Forschungsgebiete
Ihr wissenschaftliches Interesse gilt den Nukleinsäuren DNA und RNA und ihrer Funktion als Biokatalysatoren, die den Ablauf biochemischer Reaktionen vermitteln. 2016 publizierte sie in Nature die erste Röntgenstruktur eines DNA-Enzymes (Desoxyribozym), welches die Verknüpfung (Ligation) zweier RNA-Fragmente katalysiert. 
Sie entwickelte DNA-Enzyme auch für den Nachweis modifizierter Nucleotide in RNA. 2020 berichtete sie das erste Methyltransferase-Ribozym (MTR1), ebenfalls in Nature, und publizierte dessen Struktur und Mechanismus im Jahr 2022. Die Entdeckung des Methyltransferase-Ribozyms gibt Hinweise auf die katalytischen Fähigkeiten von RNA, die während der frühen Evolution eine wichtige Rolle gespielt haben könnten. Methylierte Nucleotide findet man in der RNA aller Lebewesen and genau definierten Stellen, die für die Struktur und Funktion der RNA essentiell sind. Außerdem spielen methylierte Nucleotide in mRNA-Impfstoffen eine wichtige Rolle.
Ein weiteres Projekt ihrer Forschungsgruppe befasst sich mit der Untersuchung der Replikationshemmung des Corona-Virus durch Remdesivir und Molnupiravir.

## Ehrungen und Auszeichnungen
- 2004 Roche Symposium Award (Leading chemists of the next decade)
- 2005 Georg and Christine Sosnovsky Preis (Dissertationspreis, Universität Innsbruck)
- 2005: Erwin-Schrödinger-Stipendium
- 2007: Hertha-Firnberg-Stipendium
- 2010 European Young Chemist Award (EuCheMS, Silver Medal)
- 2011: Forschungspreis der Peter und Traudl Engelhorn-Stiftung
- 2013: Hellmut-Bredereck-Preis
- 2016: ERC Consolidator Grant
- seit 2019 korrespondierendes Mitglied der mathematisch-naturwissenschaftlichen Klasse der Österreichischen Akademie der Wissenschaften[8]
- 2020 ASEM-DUO-India Fellowship program for Professors
- 2022: Aufnahme als Mitglied der Sektion Biochemie und Biophysik in die Nationale Akademie der Wissenschaften Leopoldina
- 2023: Gottfried Wilhelm Leibniz-Preis[9]
- 2023: Bayerischer Verdienstorden[10]
- 2023: Familie-Hansen-Preis[11]

## Weitere Tätigkeiten
- Seit 2020 Associate Editor (Mitherausgeber) Royal Society of Chemistry "Chemical Biology"
- Seit 2015 Editorial Advisory Board, ChemBioChem

## Publikationen (in Auswahl)
- C. Höbartner, M.-O. Ebert, B. Jaun, R. Micura: RNA‐Konformationsgleichgewichte und der Einfluss der Methylierung von Nucleobasen auf die Gleichgewichtslage. In: Wiley Online Library. 2002. doi:10.1002/1521-3757(20020215)114:4<619::AID-ANGE619>3.0.CO;2-2
- A. Serganov, S. Keiper, L. Malinina, C. Höbartner u. a.: Structural basis for Diels-Alder ribozyme-catalyzed carbon-carbon bond formation. In: Nat Struct Mol Biol. Band 12, 2005, S. 218–224. doi:10.1038/nsmb906
- D. Heller, H. Jin, B. Martinez, C. Höbartner u. a.: Multimodal optical sensing and analyte specificity using single-walled carbon nanotubes. In: Nature Nanotech. Band 4, 2009, S. 114–120. doi:10.1038/nnano.2008.369
- A. Ponce-Salvatierra, K. Wawrzyniak-Turek, U. Steuerwald, C. Höbartner u. a.: Crystal structure of a DNA catalyst. In: Nature. Band 529, 2016, S. 231–234. doi:10.1038/nature16471
- C. P. M. Scheitl, M. Ghaem Maghami, A. K. Lenz, C. Höbartner u. a.: Site-specific RNA methylation by a methyltransferase ribozyme. In: Nature. Band 587, 2020, S. 663–667. doi:10.1038/s41586-020-2854-z
- A. Liaqat, C. Stiller, M. Michel, M. V. Sednev, C. Höbartner: N6-isopentenyladenosine in RNA determines the cleavage site of endonuclease deoxyribozymes. In: Angew. Chem. Int. Ed. Band 59, 2020, S. 18627–18631. doi:10.1002/anie.202006218
- Publikationsliste (nach Jahren geordnet)